# رادو فوينا
رادو فوينا (بالرومانية: Radu Voina)‏ مواليد 29 يوليو 1950 في رومانيا، هو لاعب كرة يد روماني سابق تحول إلى التدريب بعد الاعتزال. شارك في دورة الألعاب الأولمبية الصيفية سنة 1972.

## الميداليات
| الميدالية | المسابقة                           |
| --------- | ---------------------------------- |
| فضية      | الألعاب الأولمبية الصيفية 1976     |
| برونزية   | الألعاب الأولمبية الصيفية 1972     |
| برونزية   | الألعاب الأولمبية الصيفية 1980     |
| ذهبية     | بطولة العالم لكرة اليد للرجال 1974 |

## روابط خارجية
- رادو فوينا على موقع أوليمبيديا (الإنجليزية)
- رادو فوينا على موقع اللجنة الأولمبية الرومانية (الرومانية)